# Glyptotherium
Glyptotherium (griechisch „Geschnitztes Tier“) ist eine Gattung ausgestorbener Säugetiere aus der Verwandtschaft der Gürteltiere. Es gehört wie die bekannte, ähnliche Gattung Glyptodon aus Südamerika in die Gruppe der Glyptodontidae und wird daher zuweilen auch als Nordamerikanisches Glyptodon bezeichnet.

## Merkmale

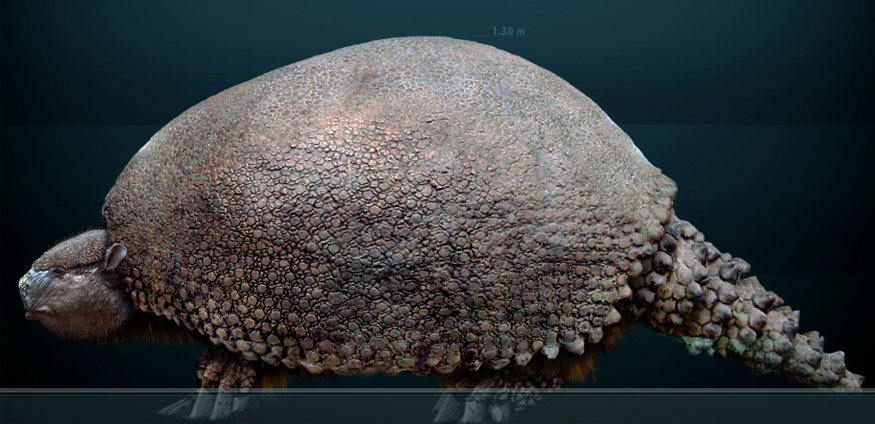
Lebendrekonstruktion von Glyptotherium

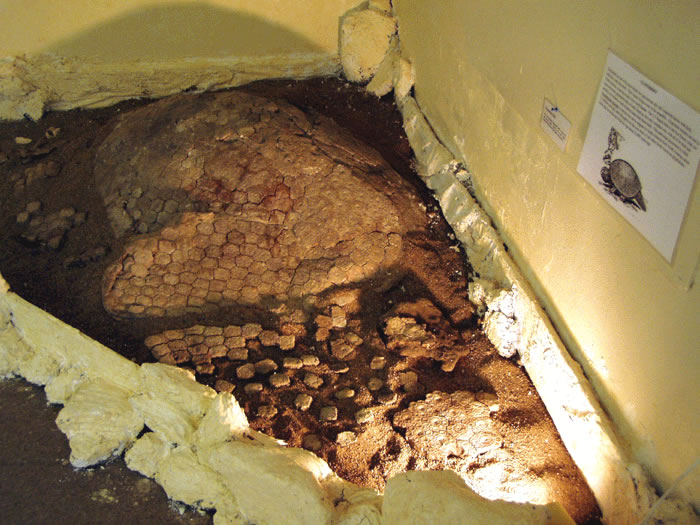
Ein nahezu vollständiger Panzer von Glyptotherium

Wie die heutigen Gürteltiere wiesen die Glyptodonten eine Panzerung auf, die allerdings ähnlich einem Schildkrötenpanzer den ganzen Körper des Tiers bedeckte. Der Panzer von Glyptotherium bestand aus Hunderten von kleinen, vier- oder sechseckigen Platten, welche durch ihre enge Verbindung die Beweglichkeit des Rumpfes einschränkten. Ein adultes Glyptotherium erreichte eine Länge von 180 Zentimetern.
Die typischen sechseckigen Platten des Panzers trugen eine Musterung aus einem zentralen und mehreren umliegenden Feldern, welche zur Unterscheidung der Arten herangezogen wird.
Folgende Arten werden unterschieden:
- Glyptotherium arizonae – flache Zentralmusterung der Panzerplatten, maximal 50 % der Fläche
- Glyptotherium cylindricum – flache Zentralmusterung der Panzerplatten, maximal 50 % der Fläche, aus Mexiko und Venezuela
- Glyptotherium floridanum – Zentralmusterung etwa gleich groß wie die peripheren, schwach konkav, Mexiko bis Florida
- Glyptotherium mexicanum – große Zentralmusterung, aus Mexiko
- Glyptotherium texanum – große konvexe, erhabene Zentralmusterung, Vorkommen in Florida, South Carolina und Texas

## Verbreitung
Glyptotherien lebten in den tropischen und subtropischen Regionen Nordamerikas und des nördlichen Südamerikas, von Venezuela und Mexiko über die Golfstaaten der Vereinigten Staaten bis Oklahoma. Das Aussterben der Gattung ist wahrscheinlich auf klimatische Veränderungen zum Ende der Eiszeit oder auf das Einwirken des Menschen zurückzuführen. Wissenschaftler haben festgestellt, dass mindestens eine Spezies, Glyptotherium cylindricum in Venezuela, tatsächlich gezielt von Menschen bejagt wurde. Das gepanzerte Tier wurde durch Schläge auf ungeschützte Kopfstellen erlegt, wie Schädeluntersuchungen zeigen. Die jüngsten Fossilfunde von Glyptotherium texanum stammen aus der Zeit vor etwa 12.000 Jahren, also aus dem oberen Pleistozän.